# Goran Gogić
Goran Gogić (in serbo Горан Гогић?; Vrbas, 24 aprile 1986 – Qingdao, 3 luglio 2015) è stato un calciatore serbo, di ruolo centrocampista.
Morì dopo aver perso conoscenza durante un allenamento con il Qingdao Hainiu.

## Caratteristiche tecniche
Giocava come centrocampista difensivo.